# Handle with Care (nummer)
"Handle with Care" is een nummer van de Brits-Amerikaanse supergroep Traveling Wilburys. Het verscheen op hun album Traveling Wilburys Vol. 1 uit 1988. Op 17 oktober dat jaar werd het nummer uitgebracht als de eerste single van het album.

## Achtergrond
"Handle with Care" ontstond nadat Warner Bros. Records opdracht gaf aan George Harrison om een B-kant op te nemen voor de Europese uitgave van zijn single "This Is Love". Harrison discussieerde hier tijdens een etentje in Los Angeles over met Jeff Lynne, producent van zijn album Cloud Nine, en Roy Orbison, wiens album Mystery Girl op dat moment ook werd geproduceerd door Lynne. De volgende dag zegde Lynne zijn medewerking toe voor het nummer, en Harrison nodigde Orbison uit om de opnamesessie te bezoeken. Aangezien er op korte termijn geen professionele studio beschikbaar was, belde Harrison met Bob Dylan, die hem toegang verleende tot zijn studio in zijn garage in Malibu. De volgende dag sloot Tom Petty zich aan bij het gezelschap, nadat Harrison zijn gitaar ophaalde bij het huis van Petty.
In een televisie interview uit het najaar van 1988 met het Nederlandse popprogramma Countdown van Veronica, vertelde Harrison dat hij "Handle with Care" schreef op de ochtend van de opnamesessie - inclusief een deel waarvan hij wilde dat het door Orbison werd gezongen. Lynne hielp Harrison met de muziek. In een ander interview vertelde Harrison dat hij enkel de openingsregel had geschreven en dat de rest van het nummer een groepsproduct was. Harrison vroeg aan Dylan: "Geef ons wat tekst, jij beroemde tekstschrijver". Dylan vroeg aan Harrison wat de titel van het nummer zou worden, waarop Harrison om zich heen keek en op een doos "handle with care" zag staan.
Uiteindelijk hadden alle vijf muzikanten meegeschreven aan "Handle with Care" en speelde iedereen akoestische gitaar op het nummer. Harrison vertelde dat hij, nadat hij het deel gezongen door Orbison al had voorbereid, ook een aantal delen toevoegde die werden gezongen door Dylan, Lynne en Petty. Het nummer kent drie delen: de coupletten gezongen door Harrison, de brug gezongen door Orbison en het refrein gezongen door iedereen onder leiding van Dylan. Drummer Ian Wallace is de enige andere muzikant die op het nummer te horen is.

## Uitgave
Toen Harrison "Handle with Care" presenteerde aan zijn Warner Bros., vond de platenmaatschappij het te goed om te worden gebruikt als B-kant van een single. Hij herinnerde zich dat zij dachten dat het nummer zou worden verspild, aangezien het de verkopen van het al verschenen album Cloud Nine niet zou beïnvloeden. Harrison en Lynne kregen toen het idee om de Traveling Wilburys te vormen, een band die zij al in gedachten hadden tijdens de onamen voor het album. Tijdens het volgende bezoek van Harrison aan Los Angeles, beginnend op 8 mei 1988, nam de band het album Traveling Wilburys Vol. 1 op.
"Handle with Care" werd uitgebracht als de debuutsingle van de Traveling Wilburys op 17 oktober 1988 en een dag later als de openingstrack van Traveling Wilburys Vol. 1. Alhoewel het album een groot succes was, vielen de singleverkopen nogal tegen. De single behaalde een bescheiden 45e positie in de Amerikaanse Billboard Hot 100, alhoewel de single de 2e positie behaalde in de Album Rock Tracks-lijst. In het Verenigd Koninkrijk piekte de single op een 21e positie in de UK Singles Chart, terwijl het wel een top 5-hit werd in Canada, Australië en Nieuw-Zeeland.
In Nederland was de plaat op zondag 23 oktober 1988 de 247e Speciale Aanbieding bij de KRO op Radio 3 en werd een radiohit in de destijds twee hitlijsten op de nationale publieke popzender. De plaat bereikte de 24e positie in zowel de Nederlandse Top 40 als de Nationale Hitparade Top 100.
In België bereikte de plaat de 9e positie in de voorloper van de Vlaamse Ultratop 50 en de 10e positie in de Vlaamse Radio 2 Top 30. In Wallonië werd géén notering behaald.
De plaat groeide uit tot de meest succesvolle van de groep en staat sinds de editie van december 2003 regelmatig genoteerd in de jaarlijkse NPO Radio 2 Top 2000 van de Nederlandse publieke radiozender NPO Radio 2, met als hoogste notering een 838e positie in 2007.

## Videoclip

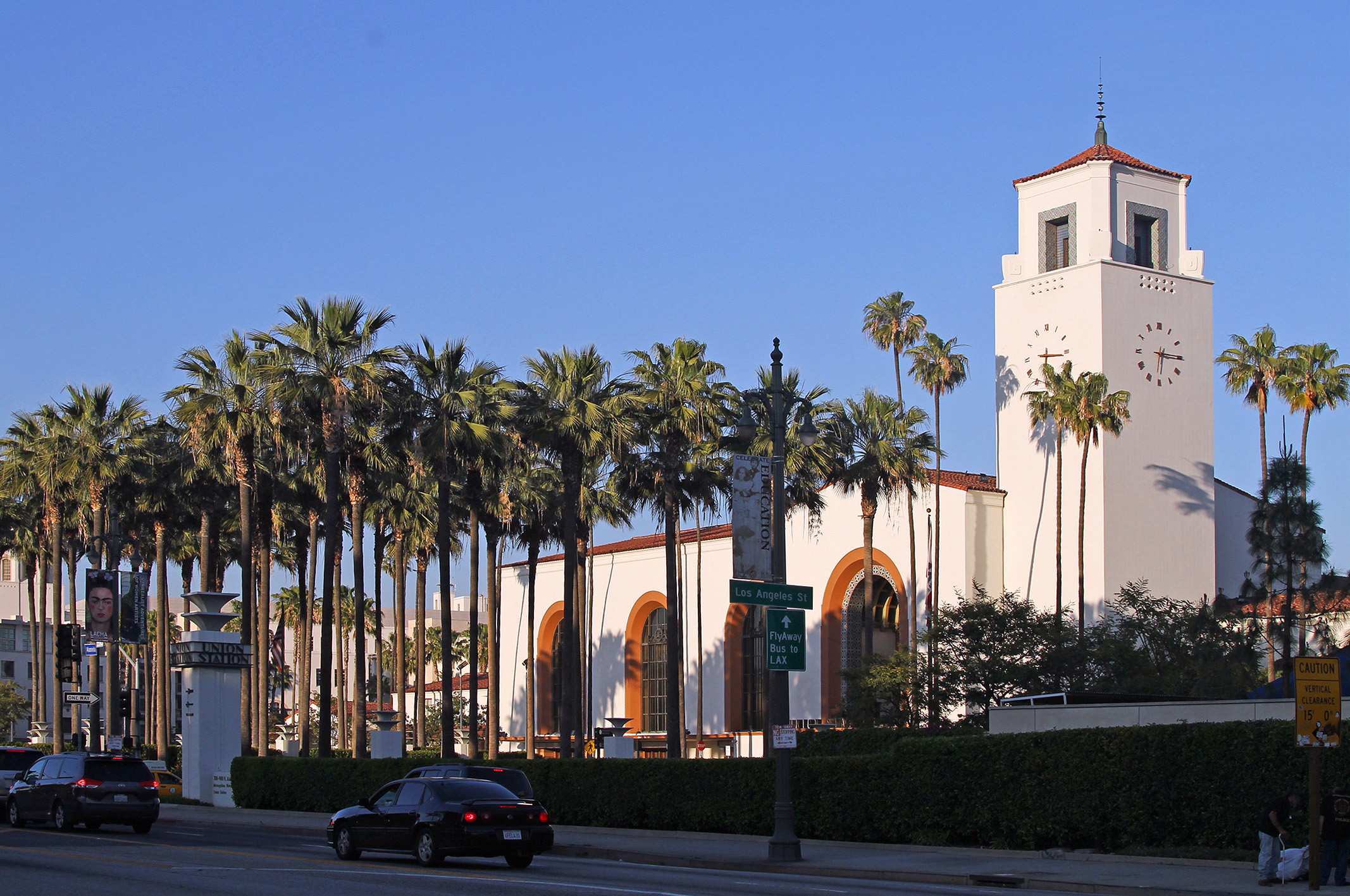
Het Union Station in Los Angeles, waar de videoclip van "Handle with Care" is opgenomen.

In oktober 1988 filmde de groep een videoclip voor "Handle with Care" in het Union Station in Los Angeles, geregisseerd door David Leland. In de clip spelen de bandleden het nummer rond een hangende microfoon in een verlaten gebouw. In de clip zijn ook foto's te zien van de bandleden tijdens hun jeugd. Het was de laatste videoclip waarin Orbison verscheen, die op 6 december 1988 overleed aan een hartaanval. In Nederland werd de videoclip destijds op televisie (Nederland 2) uitgezonden door Veronica in de tv-versie van de Nederlandse Top 40 en het popprogramma Countdown en door de TROS in het popprogramma Popformule.

## Hitnoteringen

### Nederlandse Top 40
| Hitnotering: 26-11-1988 t/m 14-01-1989 | Hitnotering: 26-11-1988 t/m 14-01-1989 | Hitnotering: 26-11-1988 t/m 14-01-1989 | Hitnotering: 26-11-1988 t/m 14-01-1989 | Hitnotering: 26-11-1988 t/m 14-01-1989 | Hitnotering: 26-11-1988 t/m 14-01-1989 | Hitnotering: 26-11-1988 t/m 14-01-1989 | Hitnotering: 26-11-1988 t/m 14-01-1989 | Hitnotering: 26-11-1988 t/m 14-01-1989 |
| Week                                   | 1                                      | 2                                      | 3                                      | 4                                      | 5                                      | 6                                      | 7                                      |                                        |
| -------------------------------------- | -------------------------------------- | -------------------------------------- | -------------------------------------- | -------------------------------------- | -------------------------------------- | -------------------------------------- | -------------------------------------- | -------------------------------------- |
| Positie                                | 32                                     | 24                                     | 24                                     | 32                                     | 28                                     | 30                                     | 38                                     | uit                                    |

### Nationale Hitparade Top 100
| Hitnotering: 12-11-1988 t/m 04-02-1989 | Hitnotering: 12-11-1988 t/m 04-02-1989 | Hitnotering: 12-11-1988 t/m 04-02-1989 | Hitnotering: 12-11-1988 t/m 04-02-1989 | Hitnotering: 12-11-1988 t/m 04-02-1989 | Hitnotering: 12-11-1988 t/m 04-02-1989 | Hitnotering: 12-11-1988 t/m 04-02-1989 | Hitnotering: 12-11-1988 t/m 04-02-1989 | Hitnotering: 12-11-1988 t/m 04-02-1989 | Hitnotering: 12-11-1988 t/m 04-02-1989 | Hitnotering: 12-11-1988 t/m 04-02-1989 | Hitnotering: 12-11-1988 t/m 04-02-1989 | Hitnotering: 12-11-1988 t/m 04-02-1989 | Hitnotering: 12-11-1988 t/m 04-02-1989 |
| Week                                   | 1                                      | 2                                      | 3                                      | 4                                      | 5                                      | 6                                      | 7                                      | 8                                      | 9                                      | 10                                     | 11                                     | 12                                     |                                        |
| -------------------------------------- | -------------------------------------- | -------------------------------------- | -------------------------------------- | -------------------------------------- | -------------------------------------- | -------------------------------------- | -------------------------------------- | -------------------------------------- | -------------------------------------- | -------------------------------------- | -------------------------------------- | -------------------------------------- | -------------------------------------- |
| Positie                                | 89                                     | 61                                     | 35                                     | 24                                     | 24                                     | 25                                     | 25                                     | 34                                     | 50                                     | 73                                     | 78                                     | 86                                     | uit                                    |

### NPO Radio 2 Top 2000
| Nummer met noteringen in de NPO Radio 2 Top 2000 | '03  | '04  | '05 | '06  | '07 | '08  | '09  | '10  | '11  | '12  | '13  | '14  | '15  | '16  | '17  | '18  | '19  | '20  | '21  | '22  | '23  | '24  |
| ------------------------------------------------ | ---- | ---- | --- | ---- | --- | ---- | ---- | ---- | ---- | ---- | ---- | ---- | ---- | ---- | ---- | ---- | ---- | ---- | ---- | ---- | ---- | ---- |
| Handle with Care                                 | 1631 | 1456 | -   | 1537 | 838 | 1525 | 1396 | 1383 | 1257 | 1119 | 1189 | 1218 | 1317 | 1803 | 1225 | 1565 | 1493 | 1324 | 1618 | 1703 | 1876 | 1968 |

1. ↑  Een '-' betekent dat het nummer niet was genoteerd en een vetgedrukt getal geeft de hoogste notering aan.
2. ↑  2003 was het eerste jaar met een notering voor dit nummer.